# Minin og Posjarskij
Minin og Posjarskij (russisk: Минин и Пожарский) er en sovjetisk historisk dramafilm fra 1939 produceret af Mosfilm og instrueret af Vsevolod Pudovkin og Mikhail Doller. Filmen er baseret på Viktor Sjklovskijs roman Russere i begyndelsen af den 17. århundrede.
Filmen handler om Forvirringens tid i Rusland og Ruslands uafhængighedskamp under ledelse af Kuzma Minin og Dmitrij Pozjarskij mod polakkerne, der havde invaderet Rusland i 1611–1612. Filmen var den første af flere sovjetiske film, der fremstillede Polen som aggressor overfor Rusland.
Pudovkin, Doller, Livanov og Khanov modtog i 1941 Stalinprisen for deres arbejde med filmen.

## Medvirkende
- Aleksandr Khanov som Kuzma Minin
- Boris Livanov som Dmitrij Pozjarskij
- Boris Tjirkov som Jan Karol Chodkiewicz
- Lev Sverdlin som Grigorij Orlov
- Vladimir Moskvin som Stepan Khorosjev